# Lituània pròpia

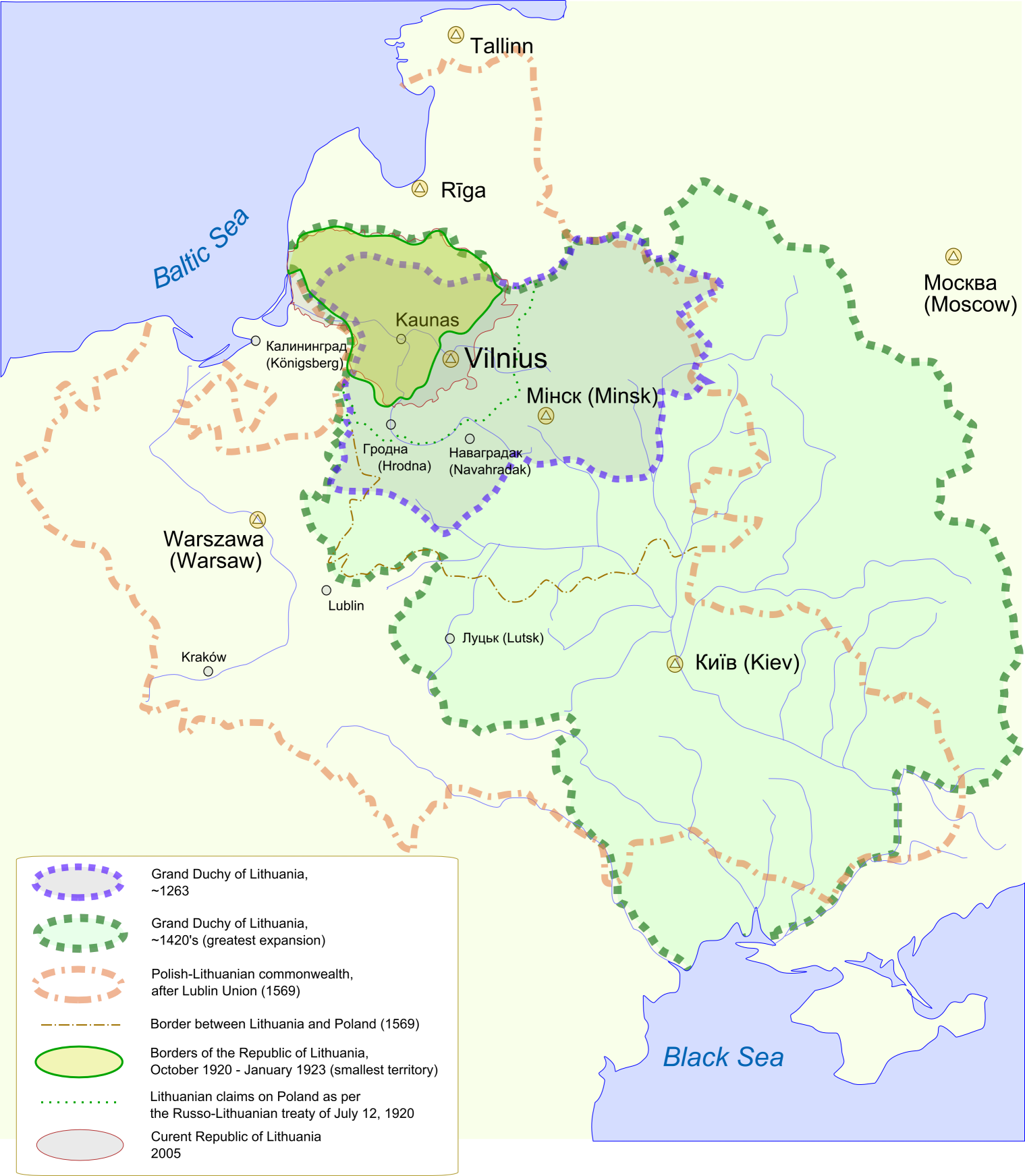
Mapa que mostra els canvis en el territori de Lituània des del fins a l'actualitat.

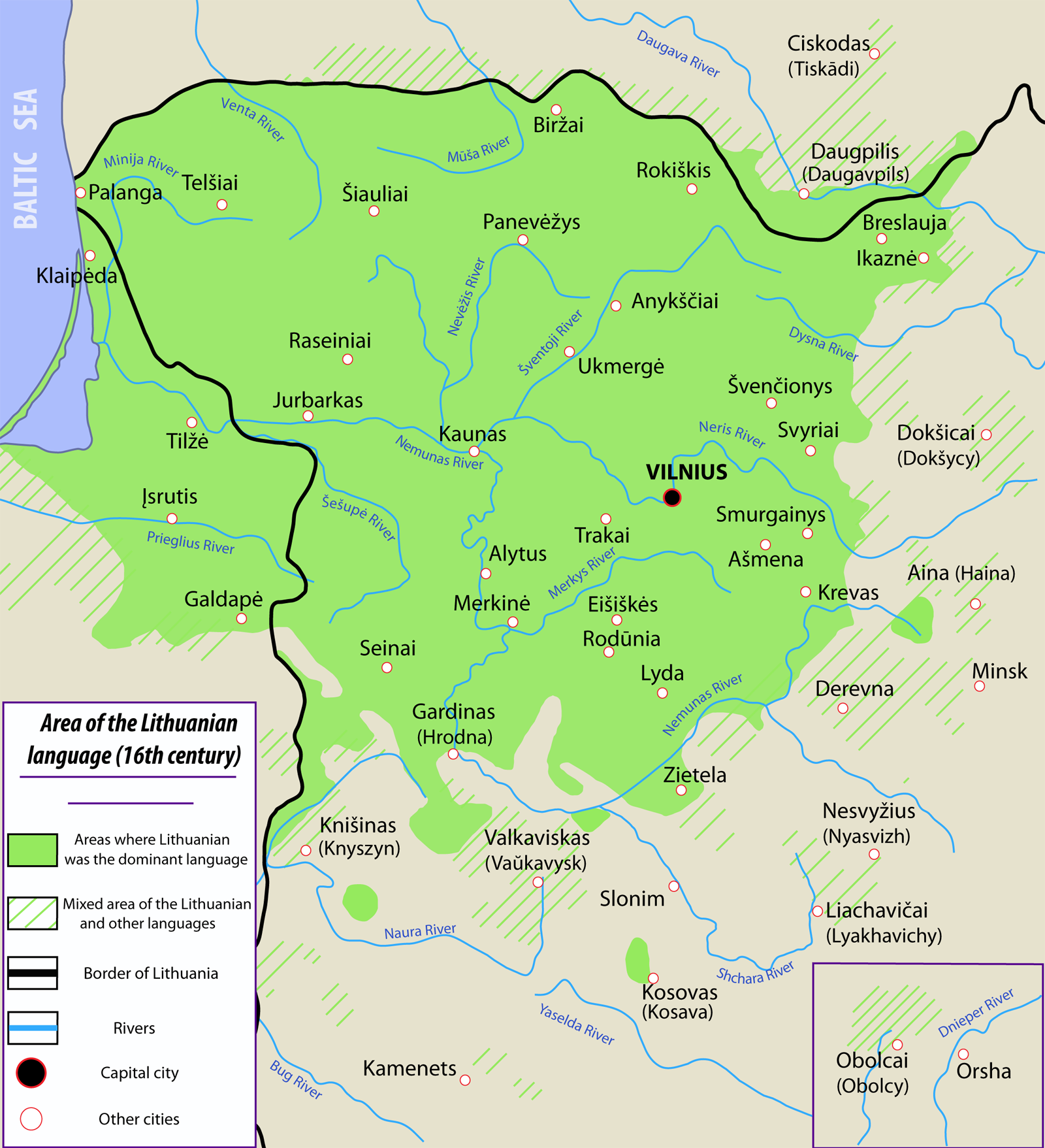
Àrea del lituà al.

La Lituània pròpia (en llatí: Lithuània propria, lituà: Didžioji Lietuva, literalment: «Genuïna Lituània») es refereix a una regió que existia dins del Gran Ducat de Lituània, i parlava l'idioma lituà. El significat primordial és idèntic al del Ducat de Lituània, un territori al voltant del qual el Gran Ducat de Lituània va evolucionar. El territori pot ser traçat per les parròquies catòliques cristianes establertes en terres paganes bàltiques del Gran Ducat de Lituània després de la cristianització de Lituània el 1387. Ells van ser prou distingibles, ja que les parts de Rutènia del Ducat van ser batejades a la forma ortodoxa. El terme en llatí va ser utilitzat àmpliament durant l'edat mitjana i es pot trobar a nombrosos mapes històrics fins a la Primera Guerra Mundial.
La Lituània pròpia de vegades també es denomina «Lituània Major» (en lituà: Didžioji Lietuva), particularment per contrast amb Lituània Menor.